# Nationale Konföderation eritreischer Arbeiter
Die Nationale Konföderation eritreischer Arbeiter (englisch: National Confederation of Eritrean Workers NCEW) ist ein nationales Gewerkschaftsbündnis in Eritrea mit Sitz in der Hauptstadt Asmara. 

## Geschichte
Sie dient als eine Einheitsgewerkschaft (offiziell "Dachverband") und wurde im November des Jahres 1979 in der Provinz Eritrea gegründet, als Eritrea noch Teil Äthiopiens war. Der ursprüngliche Name war Nationale Union eritreischer Arbeiter. Die NCEW hat 25.000 Mitglieder und ist assoziiert mit dem Internationalen Gewerkschaftsbund. Seit 2010 wird ein neues Hauptgebäude errichtet, das im Juni 2011 fertiggestellt werden soll.